# Cindy Crawford
Pour les articles homonymes, voir Crawford.
Cet article concerne le mannequin américain. Pour l'actrice pornographique, voir Cindy Crawford.
Cindy Crawford, née Cynthia Ann Crawford le 20 février 1966 à DeKalb, dans l'Illinois, est un mannequin américain, également actrice occasionnelle. Participant au concours de l'agence Elite à dix-sept ans, elle devient rapidement célèbre, posant pour les plus grands magazines de mode.
À l'instar de Claudia Schiffer, Naomi Campbell, Linda Evangelista ou Christy Turlington, elle fait partie de la grande vague des mannequins stars des années 1990, les Supermodels.

## Biographie
Cynthia Ann Crawford est née le 20 février 1966 à DeKalb, une petite ville de la banlieue ouest de Chicago. Son père est ingénieur électricien, sa mère ne travaille pas, elle a deux sœurs et un petit frère qui meurt jeune d'une leucémie ; ses parents divorcent peu après. Dès l'adolescence, elle est surnommée par un de ses professeurs « la future Miss Amérique ». Sa toute première photo, à seize ans, est publiée en couverture du journal local DeKalb Nite Weekly,. Après une courte expérience malheureuse avec un premier agent, elle se retrouve dans la filiale d'Elite à Chicago. À dix-sept ans, elle est finaliste du concours « Look of the Year » de la célèbre agence de mannequin Elite. Bien que boursière, elle abandonne au bout de quelques mois ses études à l’Université Northwestern sur le campus de Chicago pour exercer le mannequinat à plein temps. Elle débute timidement en travaillant pour Victor Skrebneski (en), le meilleur photographe local. Au bout de plusieurs mois, une occasion se profile avec le bureau new-yorkais d'Elite ; elle hésite, accepte, puis part pour sa première série de photo à l'étranger, en Égypte.
Quelques mois plus tard, photographiée par Avedon, elle fait la couverture du Vogue américain. Par la suite, elle pose pour les plus grands, Annie Leibovitz, Irving Penn, Helmut Newton, Gilles Bensimon, ou encore Peter Lindbergh qui fera d'elle un Supermodels ;  elle affectionne particulièrement Herb Ritts, pour qui elle pose la première fois en 1988 pour Playboy ; elle pose pour ce même magazine dix années plus tard. Grâce à son ami photographe elle fait la rencontre de Richard Gere après son succès dans Pretty Woman. À vingt-cinq ans, en 1991, elle se marie avec l’acteur Richard Gere à Las Vegas, de dix-huit ans son ainé. Dans les années 1990, leur couple est alors particulièrement suivi par les médias internationaux. Elle tombe ensuite amoureuse de William Baldwin, rencontré lors d'un tournage, l'une des raisons invoquée de son divorce avec Richard Gere en 1995.
Dans les années suivantes, sa carrière en tant que mannequin passe au second plan et elle privilégie les affaires, commercialisant son nom autant que son image sur des produits variés.
Elle fait plus de 600 couvertures de magazines partout dans le monde tout en exploitant au mieux, en tant que femme d'affaires, son image hyper médiatique avec la publicité (ambassadrice de Revlon et mannequin ou actrice publicitaire pour Pepsi,, Citroën, Omega, H&M, Doeschnbar), le cinéma et la télévision. Elle anime sa propre émission sur MTV et diffuse des exercices de stretching au moyen de cassettes vidéo et de DVD. Elle soutient des œuvres caritatives (dont la lutte contre la leucémie).
À vingt-neuf ans, elle fait ses débuts au cinéma dans un film d’action, Fair Game, réalisé par Andrew Sipes. Le film, dans lequel elle donne la réplique à William Baldwin, est un échec commercial, ne rapportant finalement que douze millions de dollars alors que sa réalisation en avait demandé cinquante millions.
Par la suite, elle diversifie ses activités, travaillant pour MTV ou commercialisant des cosmétiques à son nom ou des produits de décoration. 
Elle vit à Malibu, petite ville huppée de Californie, avec son mari Rande Gerber (en), un homme d'affaires, et avec ses deux enfants.
Prince lui a rendu hommage dans une chanson, intitulée Cindy C dans le black album de 1994.

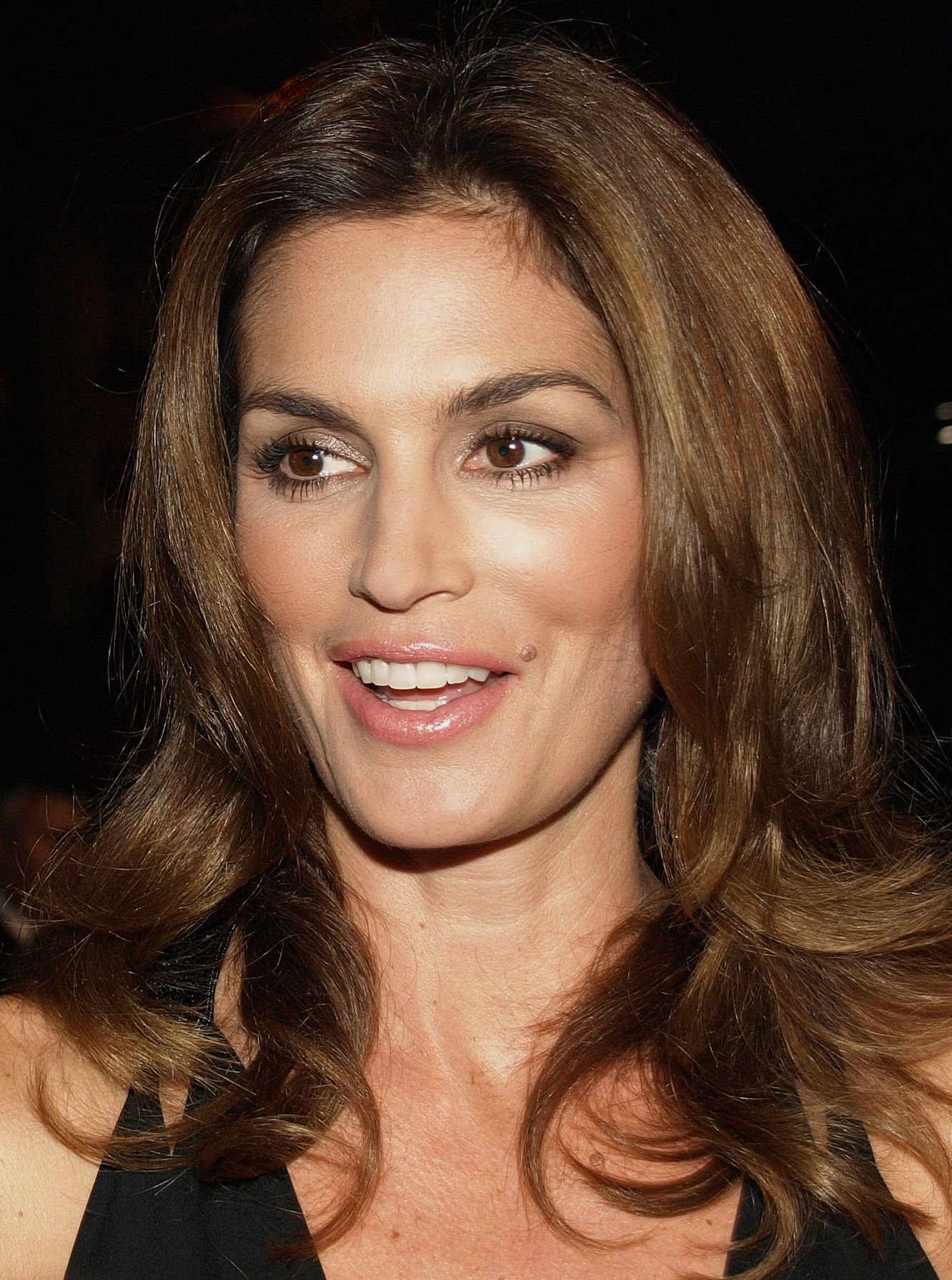
Cindy Crawford en octobre 2009.

## Filmographie
- Vidéos :
  - Cindy Crawford: Shape Your Body Workout (vidéo de fitness, 1992).
  - Cindy Crawford: The Next Challenge Workout (vidéo de fitness, 1993).
  - Dégrafées, déboutonnées, dézippées (documentaire, 1995)[9].
  - Catwalk (documentaire, 1995).
  - Cindy Crawford: A New Dimension (vidéo de fitness, 2000).
  - The Secret World of... Supermodels (documentaire, 1998).
  - Beautopia (documentaire, 1998)
  - Bad Blood, clip de Taylor Swift (2015) : Headmistress

- Cinéma et télévision :
  - Le Secret de mon succès (film, 1987) : caméo.
  - Fair Game (film, 1995) : Kate McQueen[10].
  - Frasier (série télévisée, 1997) : Dorothy (voix), saison 5 épisode 3 : Halloween[11].
  - 54 (1998) : une cliente VIP[12].
  - Sesame Street: Elmopalooza! (série télévisée, 1998) : elle-même, apparition pour l'épisode spécial trentième anniversaire de 1, rue Sésame diffusé aux États-Unis uniquement le 20 février 1998[13].
  - Body Guards (2000) : elle-même[14].
  - The Simian Line (en) (2000) : Sandra[15].
  - Sorciers de Waverly Place (série télévisée, 2008-2009) : Bibi Rockford (Saison 2, épisode 13)[16]
  - Cougar Town 6x10 : Elle-même, patiente de Tom.

## Publications
- (avec Katherine O'Leary) Becoming, Rizzoli, 2015.